# Associació Nacional de Capacitació de Defensa de Finlàndia
L'Associació Nacional de Capacitació de Defensa de Finlàndia (en finès: Maanpuolustuskoulutusyhdistys) és una organització voluntària que proporciona seguretat i formació en seguretat a tots els residents finlandesos majors de 15 i d'entrenament militar suplementari per a tots els ciutadans finlandesos majors de 18 anys.

## Organització
L'organització de l'Associació Nacional de Capacitació de Defensa de Finlàndia es decreta a la "Llei sobre Activitats voluntàries de defensa" (finès: Laki vapaaehtoisesta maanpuolustustyöstä). Es constitueix com una associació voluntària, els membres de la qual són les principals organitzacions no-governamentals actives en el camp de la defensa total de Finlàndia.
- Kadettikunta (Cos de Cadets, l'organització voluntària ideològica dels oficials de carrera)
- Maanpuolustuskiltojen liitto (Lliga dels gremis de Defensa Nacional)
- Maanpuolustusnaisten liitto (Lliga de les Dones de la Defensa Nacional)
- Naisten valmiusliitto (Lliga per a la preparació de la Dona)
- Reserviläisliitto (Associació de Reservistes)
- Reserviläisurheiluliitto (Associació esportiva de reservistes)
- Sininen Reservi (la Reserva Blava, una associació de reserva naval)
- Sotilaskotiliitto (Associació de la Casa del Soldat, una associació sense ànim de lucre per al manteniment de les Cases de Soldat (Sotilaskoti en finlandès), un tipus de cantines en totes les guarnicions regulars militars a Finlàndia, amb servei de menjar, dolços i refrescos, que sovint tenen també TV, taula de billar, així com revistes i llibres per als clients)
- Suomen Metsästäjäliitto (Associació de Caçadors de Finlàndia)
- Suomen Tarkk'ampujakilta (Gremi de franctiradors de Finlàndia)
- Suomen Rannikkojääkärikilta (Gremi de Rangers Costaners) per exemple, Marines
- Suomen Rauhanturvaajaliitto (Associació de Veterans per al Manteniment de la Pau de Finlàndia)
- Suomen Reserviupseeriliitto (Associació d'Oficials Reservistes de Finlàndia)

L'objectiu de l'associació és promoure l'avançament de la defensa nacional mitjançant la formació, l'educació i l'emissió d'informació. El govern ha delegat a l'associació la funció pública d'organitzar l'entrenament militar voluntari i un altre tipus de formació al servei de la preparació militar. Per assegurar el control polític d'aquesta activitat, cinc dels nou membres de la junta de l'associació són seleccionats pel govern finlandès, mentre que els quatre restants són designats per les associacions membres.
Com a organització, l'associació es divideix en 21 districtes corresponents a les Regions de Finlàndia. Després de la reforma estructural de Forces de Defensa de 2008, el districte de la defensa nacional voluntària també correspon al districte militar de les Forces de Defensa. Cada districte treballa en estreta col·laboració amb les autoritats militars a la zona.